# دائرة عين ولمان
دائرة عين ولمان إحدى دوائر الجزائر التابعة لولاية سطيف.

## التقسيم الإداري
تضم الدائرة حسب التقسيم الإداري لسنة 1984 أربع بلديات هي :
- عين ولمان
- قصر الأبطال
- قلال
- أولاد سي أحمد

وقد كانت حسب تقسيم سنة 1974 تضم بلديات أكثر هي: قصر الأبطال، قلال، عين الحجر، قجال، عين آزال، صالح باي، أولاد تبان، ولاد السي أحمد، بئر حدادة.